# Leon Keer
Leon Keer (rojen 1980) je nizozemski pop-nadrealistični umetnik.  Ustvarjal je dela na platnu in (3D) umetnine na ulicah po vsem svetu. Leon Keer je vodilni umetnik anamorfne ulične umetnosti. Njegova umetnost je bila predstavljena v Evropi, ZDA, Rusiji, Mehiki, Združenih arabskih emiratih, Avstraliji, Novi Zelandiji in več azijskih državah. Poleg uporabe optičnih iluzij svojo umetnost pogosto predstavlja z dodajanjem novih tehnologij, kot sta obogatena resničnost in video mapiranje. Umetnost je začasna, vendar se slike prek družbenih medijev delijo po vsem svetu. 
Leon na splošno slika sodobne teme, ki vključujejo skrb za okolje in odpirajo vprašanja o možnosti življenja v tem svetu.
Leon Keer je eden najpomembnejših svetovnih umetnikov 3D ulične umetnosti, mojster optične iluzije. Z igranjem s perspektivami ustvarja neverjetne nove svetove. Svet, v katerem ste ujeti v avtomatu za žogice ali se soočite z gumijastimi medvedki v naravni velikosti. To je umetnikova prva monografija in ob tej priložnosti daje bralcu tudi vpogled v svojo torbo trikov. 

## Kariera
Leon Keer oblikuje in ustvarja 2-D, 3-D in 4-D ulično umetnost na Nizozemskem in v tujini. 3-D Lego vojska iz terakote je ena izmed teh stvaritev.   Naslikana je bila na mednarodnem festivalu krede v Sarasoti leta 2011.
Na festivalu v Sarasoti leta 2010 je naredil nadrealistično ulično sliko z Rdečo kapico in Alico v čudežni deželi skupaj, ki se borita proti zlu kot glavni junakinji na sliki. 
Anamorfna slika harnilnikov prašičkov je bila japonski prvenec Leona Keera leta 2013 in 3D ulični prvenec Fukuoke. 
Eksperimentiranje z razširjeno resničnostjo v kombinaciji z anamorfno umetnostjo. 
3D 'razbijajoča' freska ('Shattering') z AR (razširjeno resničnostjo), ki jo je izdelal Leon Keer v Helsingborgu. 
Maltini gumijasti medvedki – umetnik Leon Keer je ustvaril 3D umetnost za festival ulične umetnosti na Malti. 
Keera pogosto zamenjujejo z Egom Leonardom,  anonimnim gverilskim umetnikom. 
Samostojna razstava Leona Keera 'Forced Perspective' ('prisilne perspektive') v amsterdamski galeriji Wanrooij. 